# Хлоротоксин

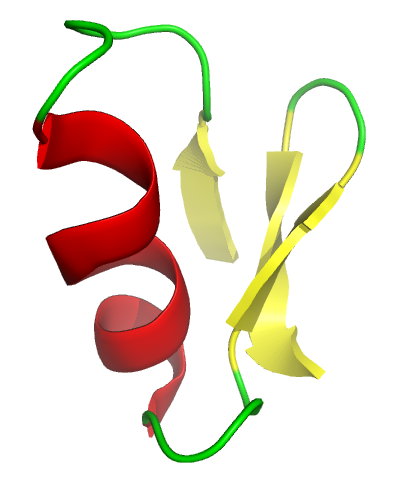
Хлоротоксин

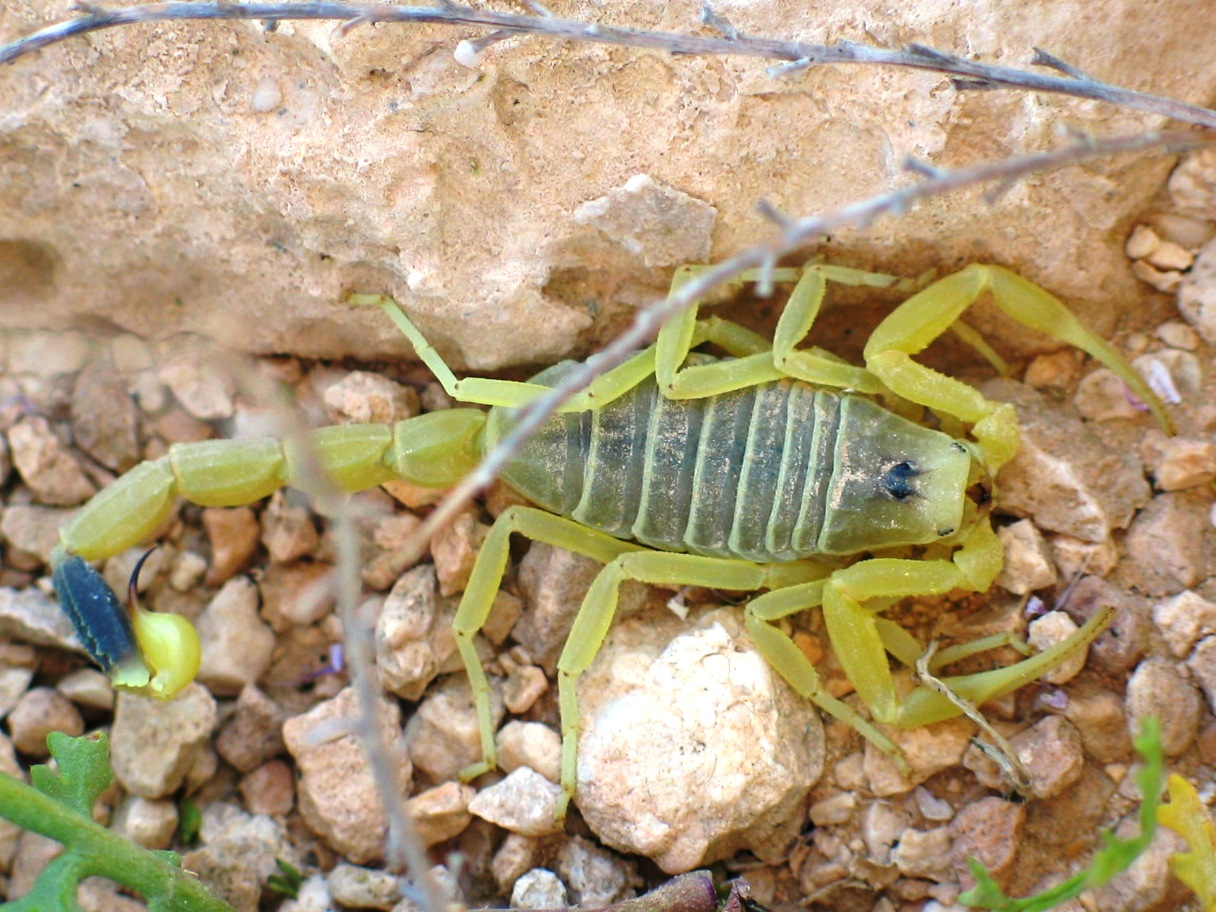
Leiurus quinquestriatus

Хлоротоксин — пептид, обнаруженный в яде скорпиона Leiurus quinquestriatus, который блокирует хлоридные каналы низкой проводимости. На основе хлоротоксина разрабатываются антираковые препараты.

## Структура
Хлоротоксин — пептид, состоящий из 36 аминокислот, молекулярная масса — 3995,71 Да. Восемь цистеинов образуют 4 внутримолекулярных дисульфидных связей. При нейтральном pH 7 токсин обладает высоким положительным зарядом. Обладает высокой гомологией с классом малых инсектотоксинов.
Полная аминокислотная последовательность хлоротоксина: 
MCMPCFTTDHQMARKCDDCCGGKGRGKCYGPQCLCR

## Мишень
Хлоротоксин является высокоаффинным лигандом хлоридных каналов, блокирует хлоридные каналы низкой проводимости. Одной молекулы токсина достаточно, чтобы заблокировать работу канала.
Кроме этого, было показано, что хлоротоксин специфически и селективно взаимодействует с изоформами матриксной металлопротеиназой MMP-2, экспрессируемыми клетками глиомы и клетками подобных им карцином, но отсутствующими на нормальных клетках головного мозга.  

## Токсичность
Яд скорпиона приводит к быстрому прогрессирующему и продолжительному параличу раков и насекомых (при дозе 1,23-2,23 мкг/г).
У человека вызывает лихорадку, сильные боли, судороги, паралич, кому и смерть, вызванную остановкой работы легких. 

## Применение в медицине
Высокоаффинное связывание с матриксной металлопротеазой MMP-2 клеток глиомы, которая экспрессируется раковыми клетками для инвазии, активно исследуется с целью противораковой терапии. Хлоротоксин ингибирует активность MMP-2 и снижает её экспрессию.
Синтетический аналог хлоротоксина TM-601 тестируется в клинических испытаниях для доставки к раковым клеткам йода-131.